# Waterloo (Beesel)
Het landgoed Waterloo ligt aan de oostzijde van in het Nederlandse dorp Beesel, provincie Limburg. Op het landgoed bevinden zich uit twee huizen: het 18e-eeuwse herenhuis Oud-Waterloo en de 20e-eeuwse villa Waterloo.

## Naamgeving
Het goed kreeg oorspronkelijk de naam Waterlaedt en werd later Waterloo genoemd. De naam verwijst naar de afwatering 'Waterloo(s)' die richting het Meerlebroek voerde.

## Geschiedenis
Het landgoed Waterloo vindt zijn oorsprong in de ontginning van de woeste gronden bij Beesel. Balthasar Wijers, rentmeester van kasteel Hillenraad, kocht in 1715 een stuk grond aan van 60 tot 70 morgen groot. Hij had het plan de woeste grond te ontginnen en bouwde er de boerderij Waterlaedt. In 1751 verkocht hij de boerderij en de grond aan het echtpaar Rutger van Dunghen en Petronella Vallen. In 1780 werd de boerderij uitgebreid tot het huidige landhuis, waarschijnlijk in opdracht van Gregorius Augustin van Dunghen, de zoon van Rutger en Petronella. Gregorius verkocht het landgoed in 1786 aan Joannes Pollart.
In 1804 kreeg Hendrik Joseph Michiels het goed Waterloo in bezit. Michiels was een rijk man en bezat nog diverse andere goederen, waaronder het Belgische Kessenich en het huis Hattem bij Roermond. Hij werd in 1822 ook nog verheven in de adelstand.
Het goed bleef in zijn familie en in 1868 kwam Waterloo terecht bij zijn kleindochter Cornelia Maria Eugenia Petronella Michiels van Kessenich. Zij liet het goed op haar beurt weer na aan haar dochter Marie, die trouwde met markies Von Villers de Grignoncourt. Marie liet in 1922 de nieuwe villa Waterloo bouwen. Uiteindelijk zou de familie deze villa na de Tweede Wereldoorlog verkopen en behielden ze alleen het oude landhuis. In de villa werd begin jaren 80 een parenclub gevestigd.

## Beschrijving

### Oud-Waterloo
Het landhuis dat als Oud-Waterloo te boek staat, werd in 1780 gebouwd ter vervanging van de boerderij uit 1715. Uit de verkoopakte van 1786 blijkt dat het complex niet alleen bestond uit het landhuis, maar er waren onder andere ook een boerderij, schuren en stallen, moestuinen, visvijvers en boomgaarden. Tevens waren er een duiventil en een jeneverstokerij. Uit de Tranchotkaart van 1810 blijkt dat Waterloo een omgracht complex was rondom twee binnenplaatsen, met een groot aantal gebouwen.
Door sloopwerkzaamheden in het midden van de 19e eeuw bleef van de bebouwing alleen het gedeelte aan de zuidwestelijke binnenplaats over. In 1876 veroorzaakte bliksem een brand in het landhuis. Ook in 1876 en 1905 werd het huis door brand getroffen; een deel van de gebouwen ging hierbij verloren. Uiteindelijk bleven drie vleugels rondom een binnenplaats over. In een van de vleugels is een torenachtig bouwdeel aanwezig dat het aanzicht van het huis domineert.
Begin 21e eeuw werd het pand gerestaureerd. Ernaast werd nieuwbouw gerealiseerd.
Oud-Waterloo is een rijksmonument.

### Villa Waterloo
De villa Waterloo is ten oosten van het oude landhuis gebouwd en dateert uit 1922. De architecten Caspar en Jos Franssen ontwierpen een kasteelachtig gebouw in traditionalistische stijl. In 1935 volgde een verbouwing.
Het rechthoekige gebouw heef twee verdiepingen en een met leisteen bedekt schilddak. De ingangspartij is een vooruitspringend geveldeel met trapgevel en zadeldak; boven het portiek is het familiewapen aangebracht op de sluitsteen. Een drie verdiepingen tellende vierkante toren met ingesnoerde spits bevindt zich aan de zuidoostzijde van het pand, terwijl er aan de achterzijde een arkeltorentje is aangebracht.
Voor het interieur werd gekozen voor de rationalistiche stijl. De zandstenen schouw dateert uit 1938.
In 1997 werd de villa gerenoveerd. Rondom het huis ligt een parkachtige tuin.
Het complex is een rijksmonument.

## Afbeeldingen

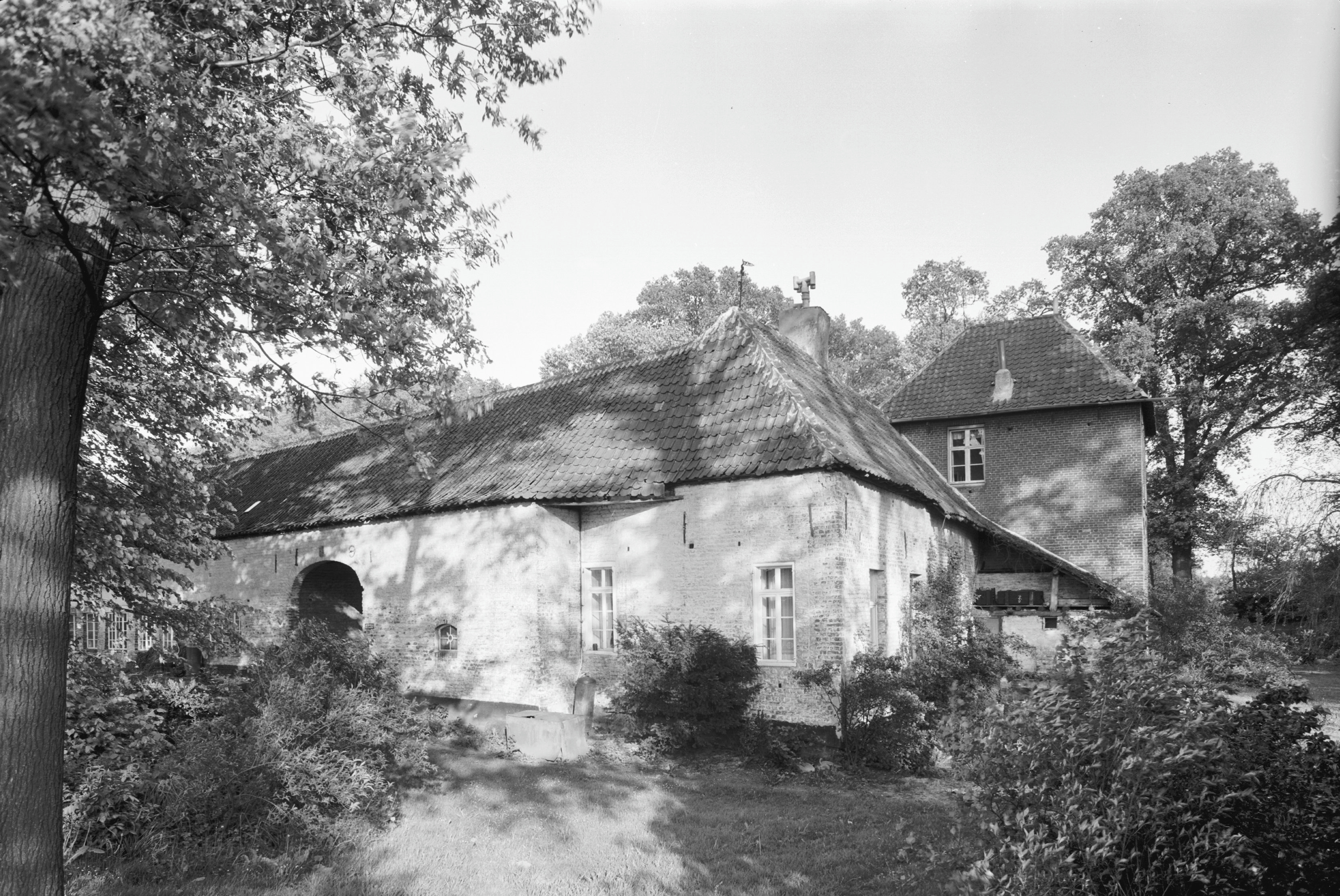
Waterloo in 1965
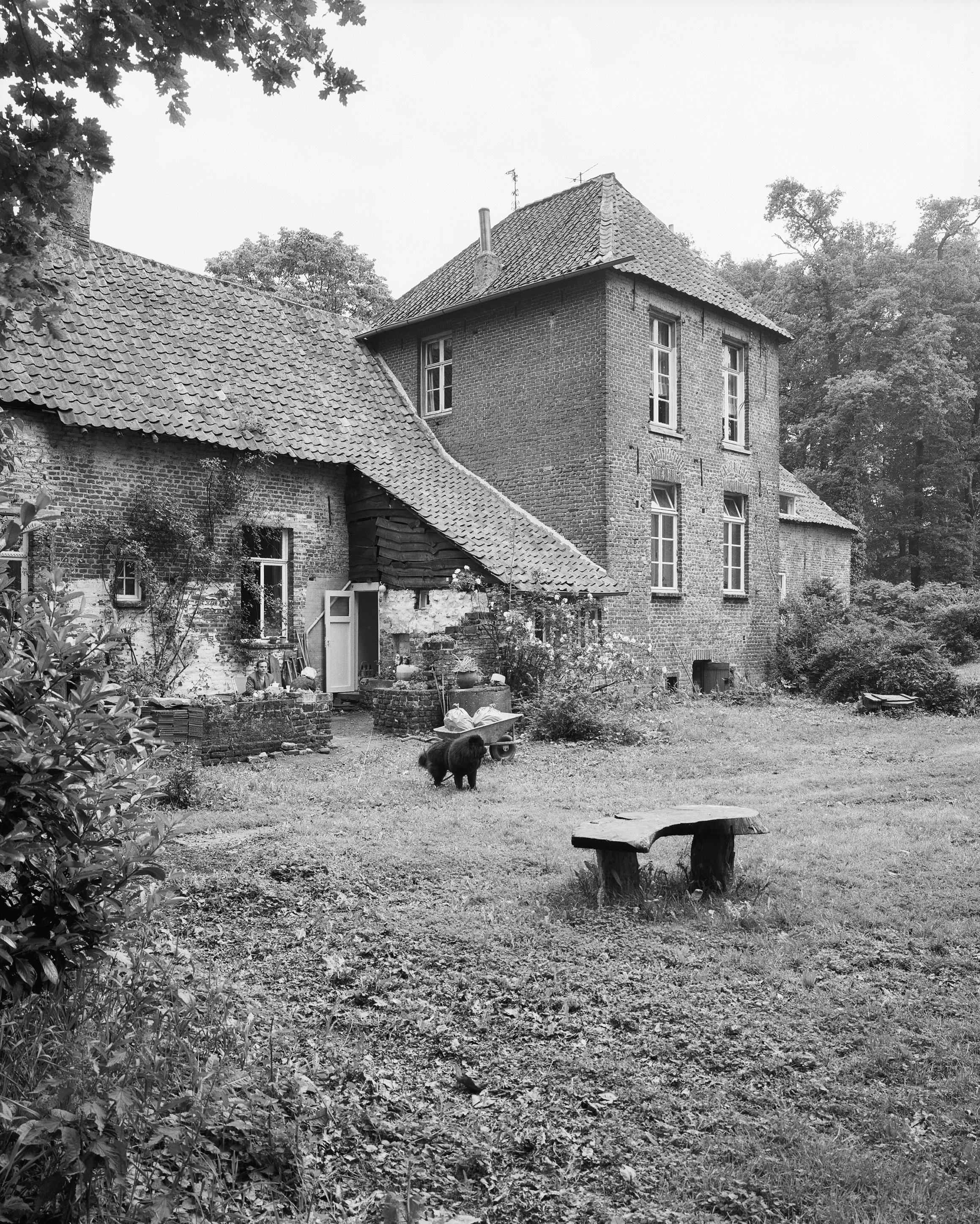
Waterloo in 1972
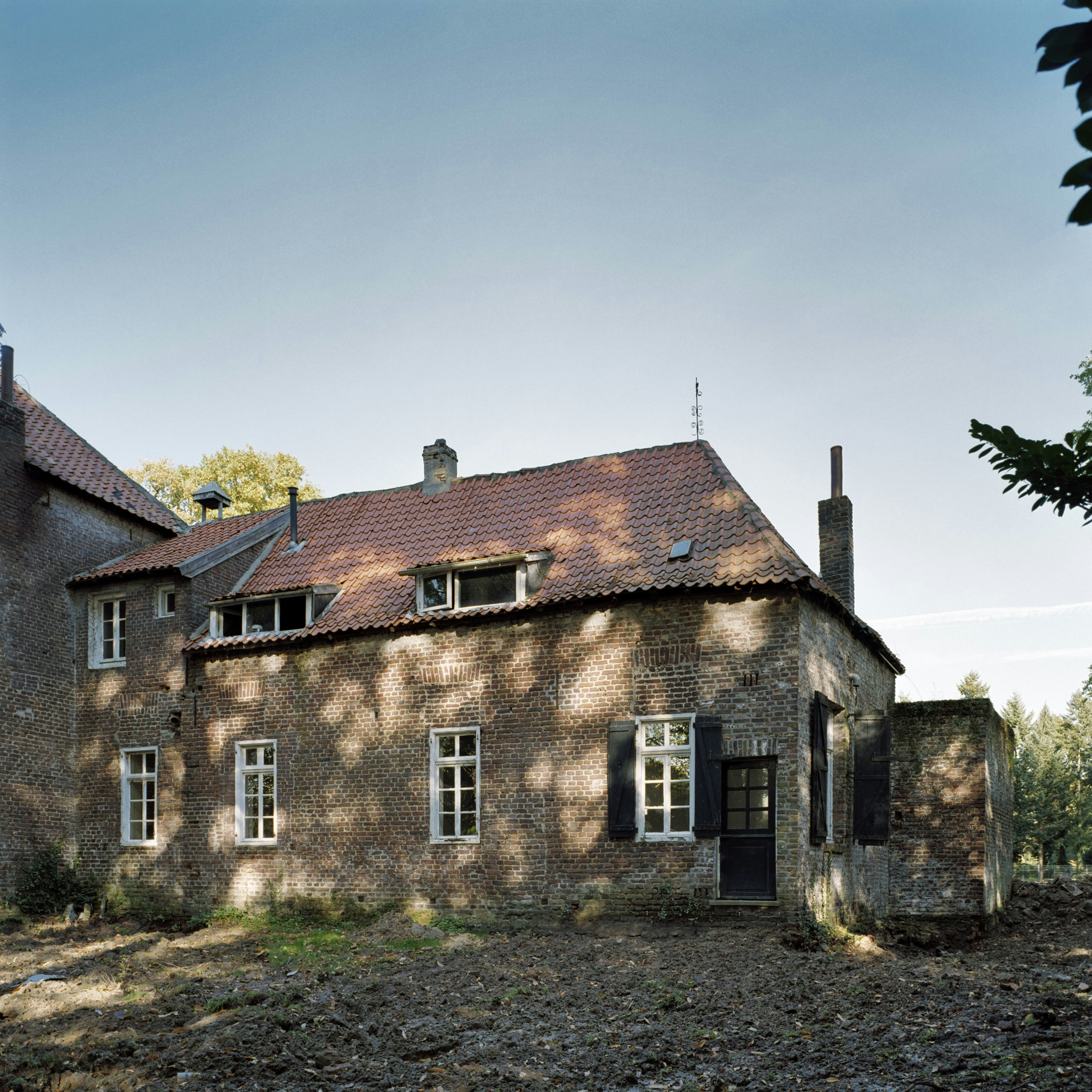
De zuidvleugel in 2005